# Kórda
Kórda är en ort i Grekland.   Den ligger i prefekturen Nomós Kardhítsas och regionen Thessalien, i den centrala delen av landet, 230 km nordväst om huvudstaden Aten. Kórda ligger 87 meter över havet och antalet invånare är 320.
Terrängen runt Kórda är platt åt sydost, men åt nordväst är den kuperad. Runt Kórda är det ganska tätbefolkat, med 52 invånare per kvadratkilometer. Närmaste större samhälle är Trikala, 18,7 km väster om Kórda. Trakten runt Kórda består till största delen av jordbruksmark.